# ヒメオニグモ属
ヒメオニグモ属 Neoscona はコガネグモ科に含まれるクモの分類群の一つ。オニグモに類するクモの一部を含む。その範囲には若干の変遷がある。

## 特徴
ヒメオニグモ属は、いわゆるオニグモに類するクモのうちで、中型から小型の種の一部を含む属である。いずれもやや縦長で頭部と胸部の区別が見える頭胸部、逆三角形から倒卵形の腹部を持ち、しっかりした歩脚がある。雄は雌より一回り小さく、華奢。
かつては腹部の前の背面両側に肩突起がなく、なめらかな卵形の腹部を持っていることなどをオニグモ属との区分としたが、現在では外部形態はほとんど当てにされていない。そのため、外見的な特徴では近縁属との判別は困難である。
属名 Neoscona はギリシャ語の neo （紡ぐ）と schoinos （葦） を合わせたもの。

## 生態など
すべて網を張るクモで、ごく標準的な垂直円網を張る。種によって夜間のみ網を張るもの、昼も網を張っているが、クモ本体は片隅に隠れているもの、常に網の中央にいるものなどの違いがある。ときに切れ網を張る場合がある。

## 利害
イエオニグモは人家に多く生息するため、害虫駆除の役にも立っているだろうが、窓際や軒下を汚すとして嫌われる。ドヨウオニグモは水田に個体数が多いため、害虫駆除に貢献していると見られる。

## 分類
この属の範囲はかなりの変遷がある。現在この属に置かれている種の幾つかは、オニグモ属の元で記載され、あるいは何度か行き来をしたものもある。現在の考えでも、この属はオニグモ属やタカネオニグモ属と近縁なものと考えられている。
世界で80種が知られ、日本では以下の11種が記録されている。それ以外のものについてはこの項を参照されたい。
- N. theisi ホシスジオニグモ
- N. adianta ドヨウオニグモ：水田に多い。
- N. amamiensis アマミオニグモ
- N. nautica イエオニグモ：人家に普通。
- N. subpullata ヘリジロオニグモ：海岸に多い。
- N. mellotteei ワキグロサツマノミダマシ
- N. scylloides サツマノミダマシ：緑色の美しいオニグモ。
- N. scylla ヤマシロオニグモ：山野に普通なオニグモ類。
- N. multiplicans ヤスダオニグモ
- N. punctigera コゲチャオニグモ
- N. vigilams アカアシオニグモ